# 楊茂材
楊茂材，贵州關嶺人，清朝政治人物、同進士出身。
道光三年（1823年）癸未科進士，三甲七十七名，官廣東西寧州知州。